# 오쓰시마촌
오쓰시마촌(大津島村)은 야마구치현 쓰노군에 있된 촌이다. 

## 역사
- 1889년 4월 1일 - 정촌제 시행에 의해 근세이후의 오쓰시마촌이 단독으로 자치체를 형성하였다.
- 1944년 4월 1일 - 구 도쿠야마시, 돈다정, 후쿠가와정, 구시가하마정, 야지촌, 헤타촌, 유노촌과 합병해, 새로운 도쿠야마시가 성립, 동일 오쓰시마촌은 폐지되었다.

## 참고문헌
- 角川日本地名大辞典 35 山口県